# Socialekologisk aktion
Socialekologisk aktion (SEA) var en svensk miljöorganisation med bland annat civil olydnad som kampform. 
Socialekologisk aktion bildades vid en miljöaktivisthelg i Södra Ängby skola i västra Stockholm, luciahelgen 1992, där bland annat musikern Stefan Sundström medverkade som underhållare. Nätverket uppmärksammades i pressen första gången 1997 då föreningen genom sin talesman Linus Brohult tog på sig ansvaret för handgripliga protester i samband med bygget av trafikleden Södra länken i Stockholm. Gruppen beskrevs då som ett nätverk med 200 aktivister. Socialekologisk aktion var en fortsättning av nätverken Vängrupper mot Dennis och Kokosbollarna, som sedan 1992 hade genomfört aktioner mot Dennispaketets motorvägar runt Stockholm.
Nätverket gav ut tidskriften Ekologisten. Tidningen anmäldes 1997 till justitiekanslern (JK) av Säkerhetspolisen, då det i tidningen fanns uppmaningar att förstöra arbetsfordon som användes vid vägbyggen. JK tog inte upp anmälan eftersom tidskriften saknade ansvarig utgivare och tryckfrihetsförordningen var därmed inte tillämplig.
Brohult greps en natt i februari 1998 vid en vägarbetsplats i anslutning till bygget av Södra länken och häktades därefter. Han misstänktes då för uppvigling. Brohult satt häktad i en månad innan han släpptes.
Han dömdes 1999 till ett års fängelse för grov uppvigling. Enligt Stockholms tingsrätt var det Brohult som var ansvarig för anonyma artiklar i tidningen Ekologisten som uppmanade medlemmarna att genomföra civil olydnad mot bygget av Södra länken. Svea hovrätt sänkte påföljden till samhällstjänst. Högsta domstolen tog aldrig upp fallet.
Socialekologisk aktions senast kända protester genomfördes mot bilismen i Stockholm i februari 2003. Den sista större aktionen gjordes i mars 1998 då en grupp kedjade fast sig i en traktor vid ett vägarbete.